# Parlavà
Parlavà – gmina w Hiszpanii, w prowincji Girona, w Katalonii, o powierzchni 6,14 km². W 2011 roku gmina liczyła 386 mieszkańców.